# Smith & Wesson Model 22
Smith & Wesson Model 22 — шестизарядный револьвер двойного действия на крупной рамке, рассчитанный под патрон .45 ACP с использованием так называемых «лунообразных» обойм (moon clips). Данная модель представляет собой усовершенствованную гражданскую версию армейского револьвера M1917, который впервые поступил на вооружение во время Первой мировой войны.

## Дополнительно
Созданный на базе крупной рамки Smith & Wesson серии N, изначально продавался как **Model 1950** и обычно оснащался стволом длиной 5½ дюймов без нижнего кожуха и фиксированными боевыми прицельными приспособлениями. Модели **25** и **26** являются версиями «Target» (спортивные модели). Модель **22** была впоследствии заменена на нержавеющую Smith & Wesson Model 625.
Модель **22** была повторно выпущена в 2007 году как вторая лимитированная серия револьверов Thunder Ranch. Эта версия оснащалась 4-дюймовым матчевым стволом с кожухом, фиксированными прицелами, рукоятками из кокоболо и внутренним замком. Популярность этой модели привела к тому, что Smith & Wesson продолжили её выпуск в рамках классической линейки под обозначением **22-4**. Револьвер отличается высокой точностью и более мягким спуском по сравнению с оригиналом, вероятно, благодаря улучшениям в технологии производства. Также была выпущена ограниченная серия никелированных моделей без обозначения Thunder Ranch. Право продажи этой модели получили только отобранные оружейные дилеры. Кроме того, небольшая партия револьверов Model 22 была выпущена с отделкой в технике case-hardened (узорчатое цементационное закаливание) мастерской Turnbull Restorations. Эти версии имели стволы длиной как 4 дюйма, так и (ограниченно) 5½ дюймов. Отделка, выполненная Turnbull, является настоящей цементационной закалкой, а не химическим напылением, которое используется другими производителями.

## Использование обойм типа moon clips
Модель **22** была разработана для стрельбы пистолетными патронами .45 ACP с использованием обойм типа moon clips. Патроны **.45 ACP** могут фиксироваться по длине гильзы (headspace) в каморах барабана и без обойм, однако, так как экстрактор не может зацепить безфланцевую гильзу, для извлечения стреляных гильз потребуется использовать шомпол или карандаш. Также возможно использование патронов .45 Auto Rim, которые были специально разработаны для револьверов под .45 ACP с применением обойм типа moon clip.

## Галерея
- Револьвер S&W Model 22—4 Heritage Series калибра .45 ACP с отделкой в технике case-hardened.
- Полные и полулунные обоймы (moon clips), снаряжённые патронами .45 ACP, и один патрон .45 Auto Rim с усечённой пулей (Truncated Cone).